# B61
B61 är en amerikansk termonukleär flygbomb. Den första versionen togs i tjänst 1968 och den har sedan dess varit ett av de viktigaste kärnvapnen i den amerikanska arsenalen. Den senaste versionen B61 mod 12 är precisionsstyrd och beräknas tas i tjänst under 2020.

## Konstruktion

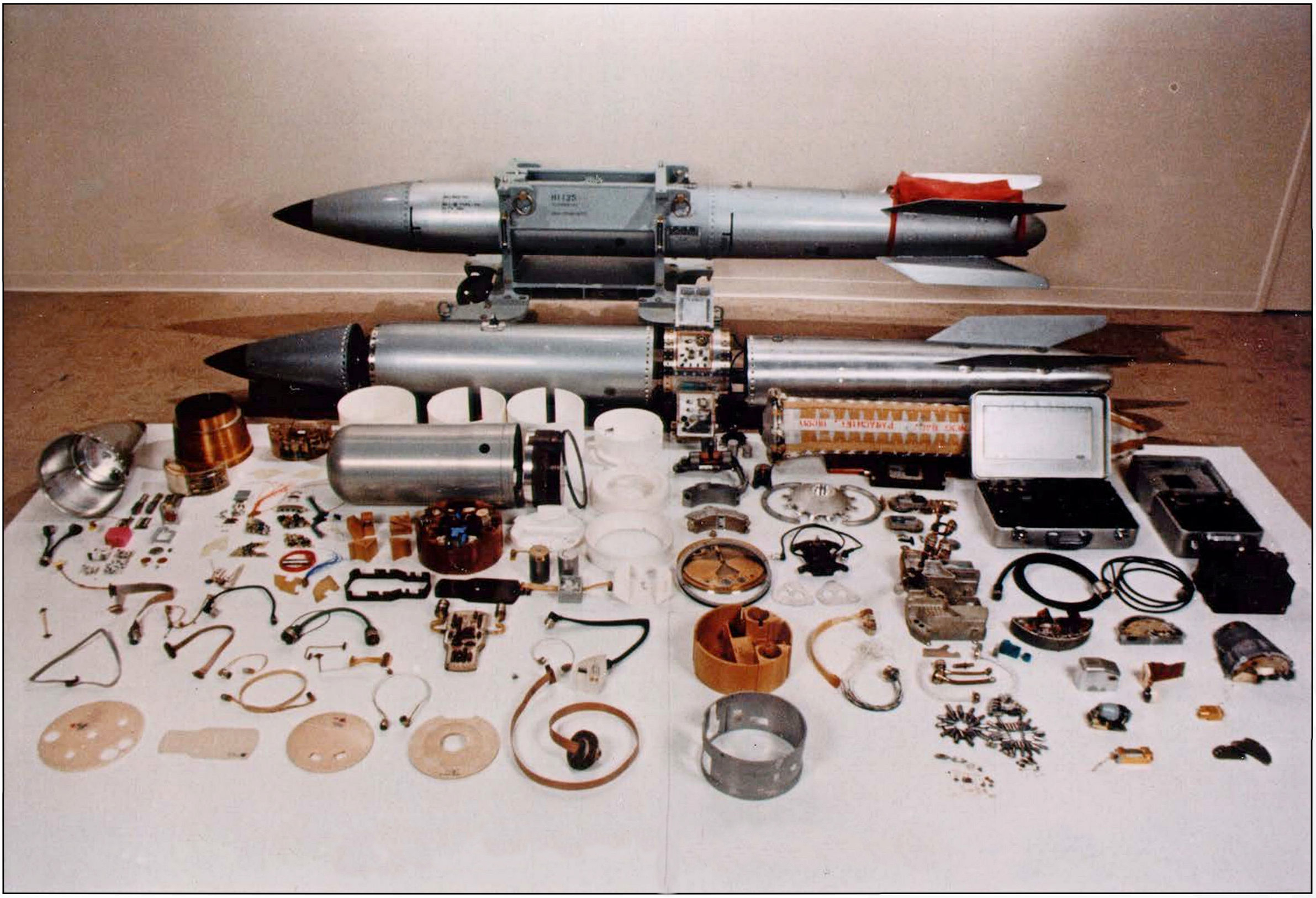
Två B61, den främre med alla ingående delar urplockade.

B61 konstruerades som ett taktiskt kärnvapen och har därför en långsmal strömlinjeformad profil för att kunna bäras externt på vapenbalk även i överljudsfart. Alla versioner till och med mod 10 är försedda med bromsskärm för att kunna släppas från låg höjd. Bomben kan ställas in för luftdetonation, markdetonation eller fördröjd markdetonation. I det sistnämnda fallet fungerar bromsskärmen som en fallskärm och låter bomben landa mjukt innan den detonerar 31 eller 81 sekunder efter avfyring. Mod 11 och mod 12 har ingen fallskärm utan har i stället en härdad noskon som gör att den kan tränga ner djupt i marken innan den detonerar.
Bomben är indelad i fyra sektioner; nossektionen med radarzonrör och anslagsrör, huvudsektionen med kärnladdningen, bakre sektionen med kontrollpanel, batteri och spinnraketer samt fensektionen med fenor och bromsskärm.
Själva kärnladdningen är en tvåstegsladdning (Teller–Ulams konfiguration) av implosionstyp. De flesta varianter har variabel sprängstyrka med 0,3 kT som lägsta styrka, vilket antagligen motsvarar sprängstyrkan hos enbart primärladdningen. Högre sprängstyrka fås genom att sekundärladdningen bestrålas av neutrongeneratorer för att starta en fusionsreaktion.

### Säkringar

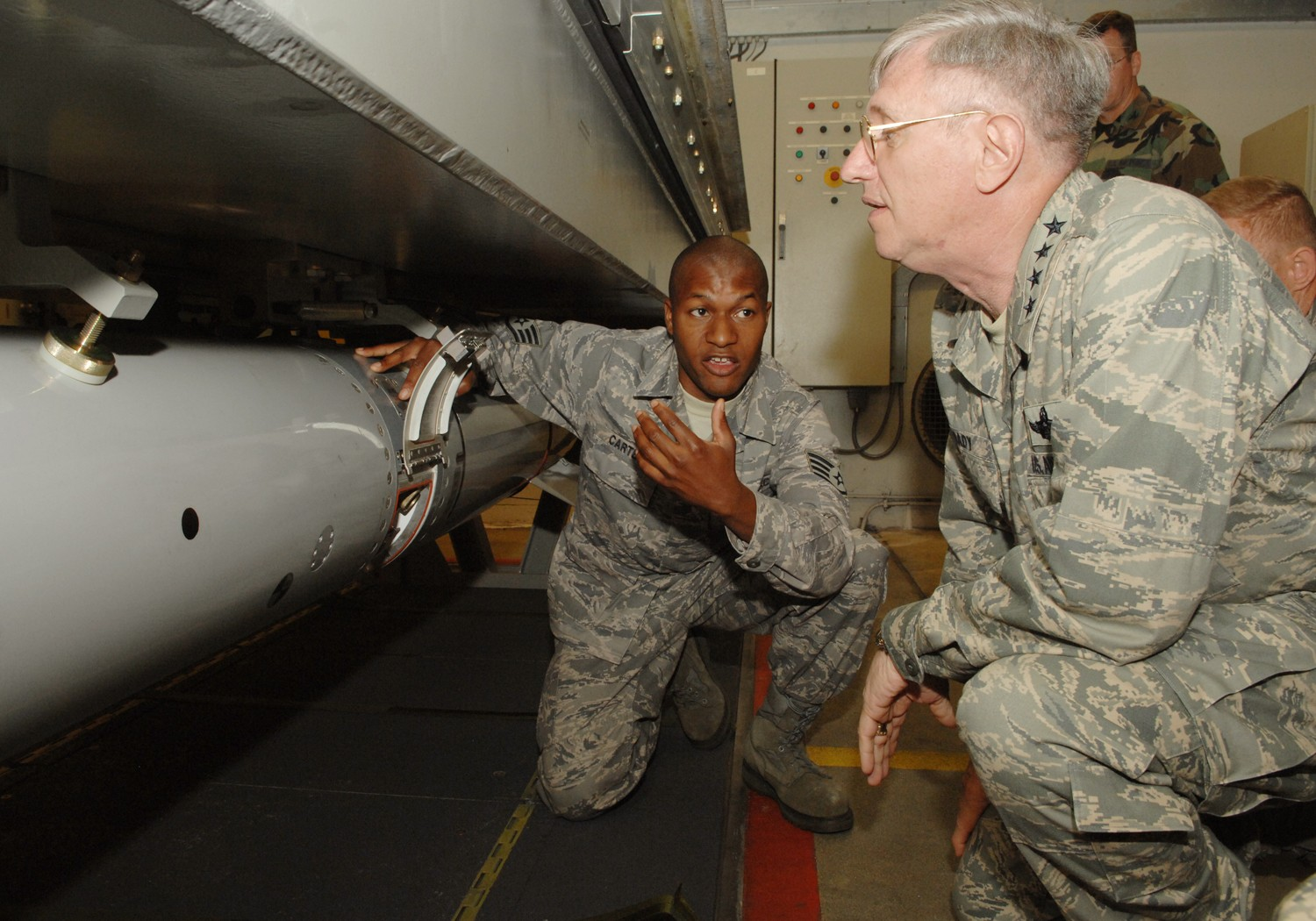
En inert B61 med luckan för kontrollpanelen öppen. En vapenmekaniker på Volkel flygbas i Nederländerna demonstrerar B61 för chefen för USAFE, general Roger Brady.

Alla versioner utom mod 1 är försedda med ”Permissive Action Link” (PAL) som gör att bomben inte kan osäkras på annat sätt än att rätt kod matas in. Koden kan matas in antingen direkt i bomben genom kontrollpanelen innanför en inspektionslucka, eller från en motsvarande kontrollpanel i cockpit som är ansluten till bomben via kabel. PAL version D och F inkluderar även funktionen ”Command Disable” som innebär att bomben kan göras obrukbar genom att mata in därför avsedd kod eller dra i ett handtag på bombens kontrollpanel. Bomben är konstruerad enligt principen ”stark/svag länk" vilket innebär att alla ingående delar måste vara fullt fungerande för att bomben ska kunna utlösas (stark länk). Om någon ingående del skadas genom exempelvis chock, brand eller åverkan kommer bomben att bli obrukbar (svag länk).

## Varianter

### B61 mod 0
Antal: 500. Säkring: PAL B. Sprängkraft: 100 kT

B61 mod 0 var de första serieproducerade vapnen. Det var ett taktiskt vapen med 100 kT sprängkraft. Säkringen var elektromekanisk med en fyrsiffrig kod som kunde matas in via kabel från cockpit medan flygplanet var i luften. Skrotade 1995–1996.

### B61 mod 1
Antal: 700. Säkring: ingen. Sprängkraft: 340 kT

B61 mod 1 var avsedda för kärnvapendelning med andra NATO-länder och saknade därför PAL-säkring. Meningen var att vapnen skulle hållas i förråd bevakad av amerikansk militär tills de skulle användas. Det var alltså den fysiska kontrollen av vapnen som utgjorde säkringen. Ombyggda till B61 mod 7 mellan 1985 och 1990.

### B61 mod 2
Antal: 235. Säkring: PAL D. Sprängkraft: 10, 50 eller 150 kT

B61 mod 2 var den första modellen med variabel sprängstyrka och med PAL D-säkring. Säkringen hade en sexsiffrig kod som måste matas in rätt första gången och den hade dessutom ett "command disable"-läge som gjorde att bomben kunde göras obrukbar genom ett enkelt handgrepp. Skrotade 1996–1997.

### B61 mod 3
Antal: 545. Säkring: PAL F. Sprängkraft: 0,3, 1,5, 5, 10, 45, 60, 80 eller 170 kT

B61 mod 3 var den första bomben med PAL F-säkring. Säkringen hade en tolvsiffrig kod och kunde matas in flera gånger. Säkringen hade också olika koder för de olika sprängstyrkorna vilket gjorde att sprängstyrkan kunde väljas i luften. Det var också den första versionen där sprängämnet i utlösaren var TATB-baserat i stället för HMX-baserat. Kommer att ersättas av B61 mod 12.

### B61 mod 4
Antal: 695. Säkring: PAL F. Sprängkraft: 0,3, 1,5, 10 eller 45 kT

B61 mod 4 är identisk med mod 3 med undantag för att den har färre valbara sprängstyrkor. Kommer att ersättas av B61 mod 12.

### B61 mod 5
Antal: 265. Säkring: PAL D. Sprängkraft: 300 kT

B61 mod 5 var i princip mod 1 fast med PAL D-säkring och dessutom med elektronik härdad mot EMP (Enhanced Nuclear Detonation Safety). Skrotade 1997.

### B61 mod 6
Antal: 0. Säkring: PAL D. Sprängkraft: 100 kT

B61 mod 6 var ett projekt tänkt att bygga om mod 0 med PAL D-säkring och TATB-baserat sprängämne. Projektet genomfördes aldrig.

### B61 mod 7
Antal: 470. Säkring: PAL D. Sprängkraft: 0,3 – 340 kT

B61 mod 7 var den första B61-varianten som byggdes genom modernisering av en äldre version. De var mod 1 ombyggda med PAL D-säkring, härdad elektronik och TATB-baserat sprängämne. Fyra olika sprängstyrkor mellan 0,3 och 340 kT.

### B61 mod 8
Antal: 0. Säkring: PAL D. Sprängkraft: 10, 50 eller 150 kT

B61 mod 8 var ett projekt tänkt att bygga om mod 2 med härdad elektronik och TATB-baserat sprängämne. Projektet genomfördes aldrig.

### B61 mod 9
Antal: 0. Säkring: PAL F. Sprängkraft: 10, 100, 325 eller 500 kT

B61 mod 9 var ett projekt tänkt att bygga om mod 0 med PAL F-säkring och TATB-baserat sprängämne. Projektet genomfördes aldrig.

### B61 mod 10
Antal: 215. Säkring: PAL F. Sprängkraft: 0,3, 5, 10 eller 80 kT

B61 mod 10 var bomber som byggdes i början av 1990-talet för att återanvända stridsspetsarna från de skrotade Pershing II-robotarna.

### B61 mod 11
Antal: 50. Säkring: PAL D. Sprängkraft: 340 kT

B61 mod 11 är 50 stycken mod 7 som 1997 försågs med en tjockare härdad noskon för att kunna penetrera djupt ner i marken innan den detonerar. Ingen av de tidigare varianterna var starka nog att tåla marknedslag utan fallskärm. I stället för fallskärm har mod 11 spinnraketer som sätter bomben i rotation för ökad stabilitet. Den härdade noskonen gör att mod 11 väger 60 % mer än de andra varianterna.

### B61 mod 12
Antal: 480 planerat. Säkring: PAL F. Sprängkraft: 0,3, 5, 10 eller 50 kT

B61 mod 12 är den senaste versionen av B61 och är tänkt att ersätta de kvarvarande mod 3, 4, 7 och 11. Inga detaljer om den versionen är ännu kända förutom att den har samma markpenetrerande förmåga som mod 11 (och därför antagligen ungefär samma vikt) och att den har precisionsstyrning med tröghetsnavigering och GPS (antagligen liknande den som används i JDAM).

## Användning
B61 mod 3 och mod 4 är de vapen som ingår i NATO:s program för kärnvapendelning och ungefär 180 av dessa finns lagrade på flygbaser i Belgien (Kleine Brogel), Italien (Aviano och Ghedi), Nederländerna (Volkel), Turkiet (Incirlik) och Tyskland (Büchel). Resten lagras vid Kirtland AFB i Albuquerque, New Mexico. Efter militärkuppförsöket i Turkiet 2016 har relationerna mellan USA och Turkiet försämrats och det är oklart om USA fortfarande har kvar kärnvapen i Incirlik eller om de har flyttats därifrån.
B61 mod 7 och mod 11 är med sin sprängstyrka på 340 kt numera utpräglat strategiska vapen och används enbart av Air Force Global Strike Command med B-2 och B-52 som vapenbärare (tidigare även B-1 och FB-111). De lagras vid Whiteman AFB i Missouri och Kirtland AFB i New Mexico.
B61 mod 2 och mod 5 användes av USA:s flotta fram till 1993 då hangarfartygens kärnvapenförmåga avvecklades. Den huvudsakliga vapenbäraren var Grumman A-6 Intruder, men även A-4 Skyhawk och A-7 Corsair II kunde bära B61:or. Det har förekommit uppgifter om att B61 även kunde användas som sjunkbomb av Lockheed S-3 Viking och Lockheed P-3 Orion, men det är troligen en förväxling med B57 som hade hydrostatisk utlösning vilket B61 saknar.
B61 mod 10 bygges enbart för att kunna återanvända W85-stridsspetsarna från de skrotade Pershing II-robotarna (som var baserade på stridsspetsen i B61 mod 4). Till skillnad från övriga varianter av B61 som USA har i sin arsenal har mod 10 aldrig varit aktiva utan ligger i malpåse.